# Acmispon rubriflorus
Acmispon rubriflorus là một loài thực vật có hoa trong họ Đậu. Loài này được (Sharsm.) D.D.Sokoloff mô tả khoa học đầu tiên.